# اجدال الرشادى (السياني)

تعديل مصدري - تعديل

اجدال الرشادى محلة تابعة لقرية محطب، التابعة لعزلة هدفان بمديرية السياني إحدى مديريات محافظة إب في الجمهورية اليمنية، بلغ تعداد سكانها 172 حسب تعداد اليمن لعام 2004.